# Baarlo (Steenwijkerland)
Pour les articles homonymes, voir Baarlo.
Baarlo est un hameau située dans la commune néerlandaise de Steenwijkerland, dans la province d'Overijssel.

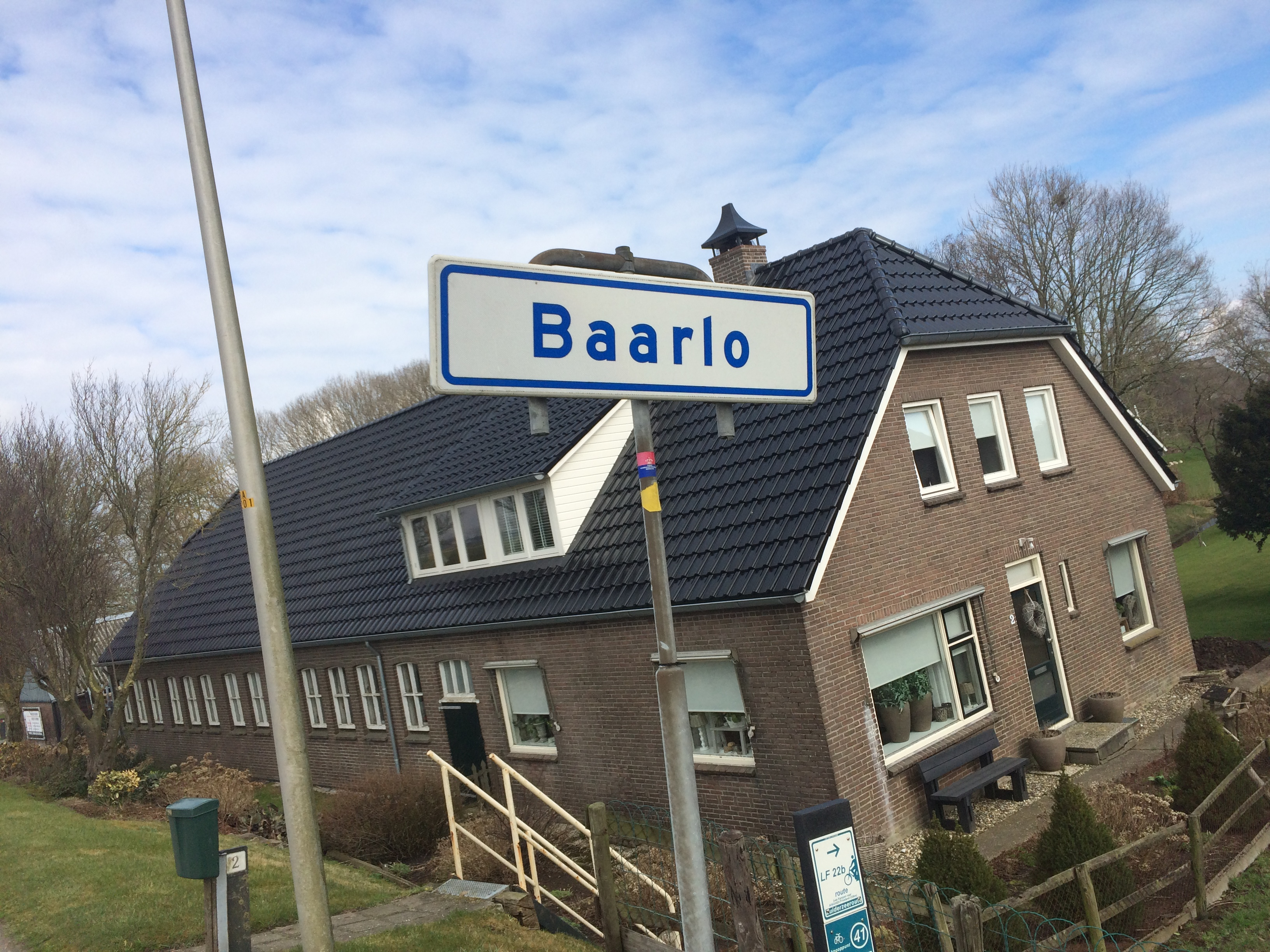